# Raon-l’Étape
Raon-l’Étape – miejscowość i gmina we Francji, w regionie Grand Est, w departamencie Wogezy.
Według danych na rok 1999 gminę zamieszkiwało 6 749 osób, a gęstość zaludnienia wynosiła 285 osób/km² (wśród 2335 gmin Lotaryngii Raon-l’Étape plasuje się na 62. miejscu pod względem liczby ludności, natomiast pod względem powierzchni na miejscu 121.).